# جائحة فيروس كورونا في لندن
تأكدت أول حالة مصابة بكوفيد 19 في العاصمة الإنجليزية لندن في 12 فبراير 2020؛ وهي امرأة وصلت مؤخرًا من الصين. بحلول منتصف مارس، سُجِّلَت نحو 500 حالة إصابة و23 حالة وفاة في المدينة. بعد ذلك بشهر، تجاوز عدد الوفيات 4000 شخص.
كانت لندن في البداية أحد أكثر المناطق تضررًا في إنجلترا. حتى 17 يونيو، كانت قد سُجِّلَت 27354 حالة إصابة مؤكدة، وحتى 16 يونيو، سُجِّلَت 6079 حالة وفاة لمرضى أُثبِتت إصابتهم بكوفيد 19 في مستشفيات لندن. يُقلِّل هذا من إجمالي الوفيات التي تُعزى إلى كوفيد 19؛ فحتى 1 مايو، حدثت 76 % فقط من الوفيات المرتبطة بكوفيد 19والمسجلة في لندن ضمن المستشفيات. كانت الأحياء الأكثر فقرًا في المدينة -نيوهام وبرنت وهاكني- أكثر المناطق تضررًا من حيث عدد الوفيات، إذ كانت معدلات الوفيات في هارو وبرنت أكثر من ثلاث أضعاف المعدل الوطني.

## نبذة تاريخية
اكتُشِفَت أول حالة مصابة بكوفيد 19 في لندن في 12 فبراير 2020، وهي امرأة وصلت من الصين مصابة بالفيروس قبل بضعة أيام. كانت هذه الحالة التاسعة المعروفة في المملكة المتحدة.
بحلول 17 مارس، سُجِّلَت نحو 500 حالة إصابة و23 حالة وفاة في لندن، ليُعلِن عمدة لندن صادق خان أن مترو أنفاق لندن سيبدأ العمل ضمن جدول مختصر بسبب الفيروس. في اليوم السابق، صرح رئيس الوزراء البريطاني بوريس جونسون أن تفشي الجائحة في لندن سبق بقية المملكة المتحدة بأسابيع قليلة. شهدت المدينة حالات أكثر من أي منطقة في المملكة المتحدة، إذ ارتفعت الأرقام بشكل أسرع بكثير من أي مكان آخر في المملكة المتحدة.
أظهرت بيانات مكتب الاحصاءات الوطنية أن عدد الوفيات الناجمة عن كوفيد 19 في لندن في الأسابيع الأربعة السابقة لتاريخ 17 أبريل هو 4697. من بين 3275 حالة وفاة مسجلة في لندن في الأسبوع المنتهي في 17 أبريل، قال مكتب الاحصاءات الوطنية إن كوفيد 19 مذكور في أكثر من نصف شهادات الوفاة.
في البداية، كان ساوثوارك وويستمنستر أكثر الأحياء تضررًا. بحلول 18 أبريل، كانت الأقاليم الخمسة الأكثر تضررًا هي: برنت (1160 حالة) وكرويدون (1140) وبارنت (1055) وساوثوارك (1053) ولامبث (998). في 3 يونيو، كانت الأحياء الخمسة الأكثر تضررًا هي كرويدون (1511) وبرنت (1478) وبارنت (1299) وبروملي (1281) وساوثوارك (1274).
في 1 مايو، أظهرت بيانات مكتب الإحصاءات الوطنية أن معدلات الوفيات في أفقر الأحياء في لندن كانت الأعلى في المملكة المتحدة، مع تسجيل نيوهام 144.3 حالة وفاة لكل 100000 شخص -وهي الأعلى- تليها برنت (141.5) وهاكني (127.4).
ضمت لندن ستة عشر سلطة محلية من السلطات العشرين التي سجلت أعلى معدل وفيات في المملكة. كانت معدلات الوفيات في هارو وبرنت أعلى من معدل الوفيات بثلاثة أضعاف المتوسط الوطني، حيث بلغت 64% و 63% على التوالي.

## الاستجابة حسب القطاع

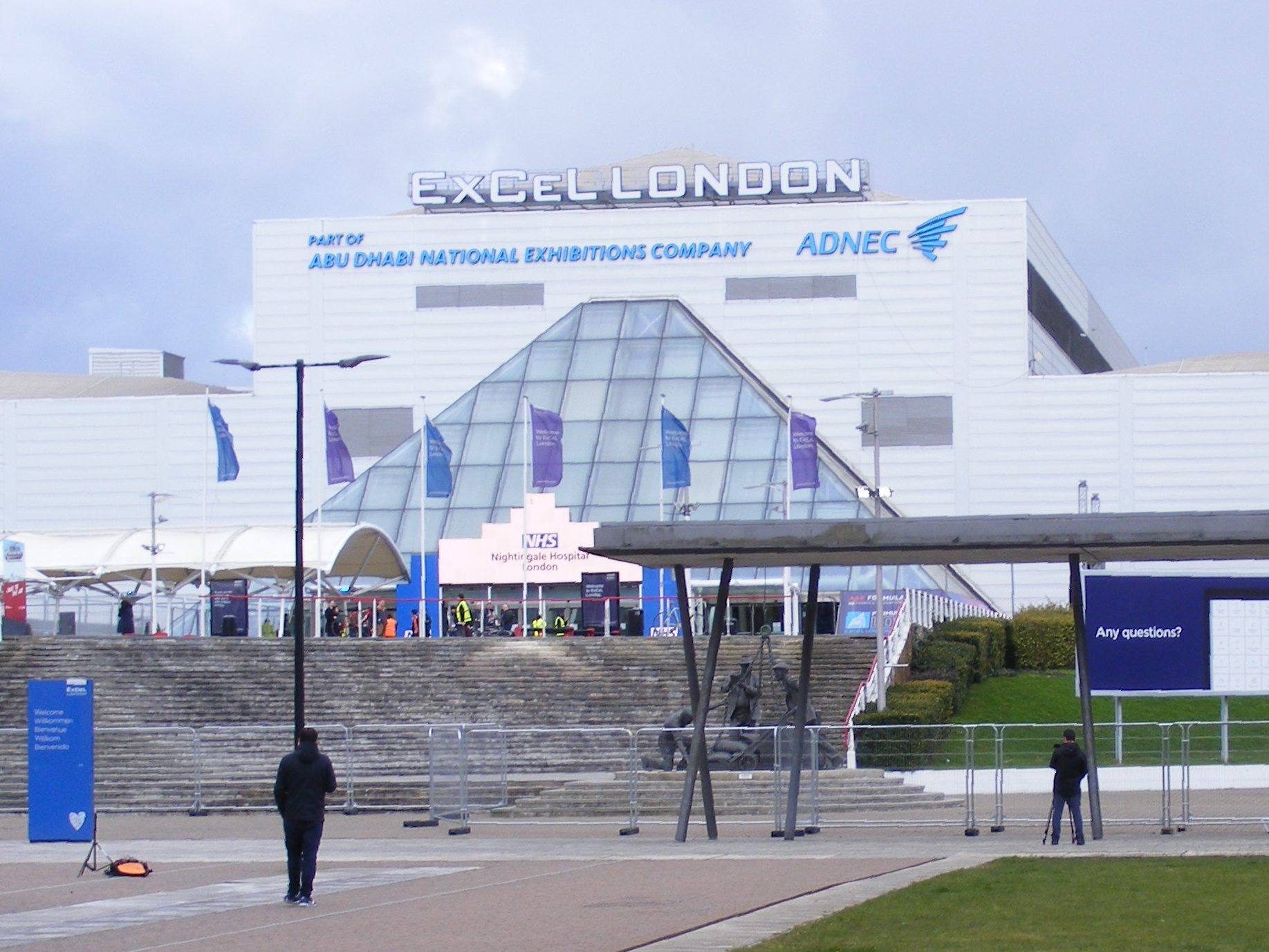
مستشفى نايتغيل التابع لهيئة الخدمات الصحية في لندن

### خدمات الصحة الوطنية
وجد تحليل أجرته هيلث إيدج أن المستشفيات العامة في المنطقة الواقعة حول مركز لندن تقدم مطالب متزايدة بسبب وجود عدد كبير من الحالات وارتفاع عدد السكان المسنين وانخفاض عدد أسرة الرعاية الحرجة السابق لجائحة كوفيد 19. في مساء 19 مارس، قال مستشفى نورثويك بارك في هارو إنه لم يعد قادرًا على تلبية حاجات العناية الحرجة وأنه يتصل بالمستشفيات المجاورة لنقل المرضى الذين يحتاجون إلى عناية مشددة. في 4 أبريل، أعلن مستشفى واتفورد العام عن امتلاكهم مشكلة في تقديم الرعاية الحرجة.
في 24 مارس، أعلن وزير الصحة مات هانكوك عن تأسيس مستشفى جديد مؤقت تابع لهيئة الخدمات الصحية سُمِّي مستشفى نايتغيل. سيُفتَتح هذا المستشفى في مركز إكسل بشرق لندن في الأسبوع التالي، وسيوفر نحو 4000 سرير عناية حرجة إضافي في لندن. افتتح مستشفى لندن في 3 أبريل، واستقبل مرضاه الأوائل في 7 أبريل. بينما زادت مستشفيات لندن الأخرى من أسرة الرعاية الحرجة، عالج مستشفى نايتغيل 51 مريض في الأسابيع الثلاثة الأولى، وفي 4 مايو، وُضِع المستشفى بحالة استعداد نشط دون قبول أي مرضى آخرين جدد.
بلغ عدد الأشخاص المصابين بكوفيد 19 في مستشفيات لندن ذروته في 11 أبريل، وفقًا للبيانات المُحدَّثة أسبوعيًا.

### النقل العام

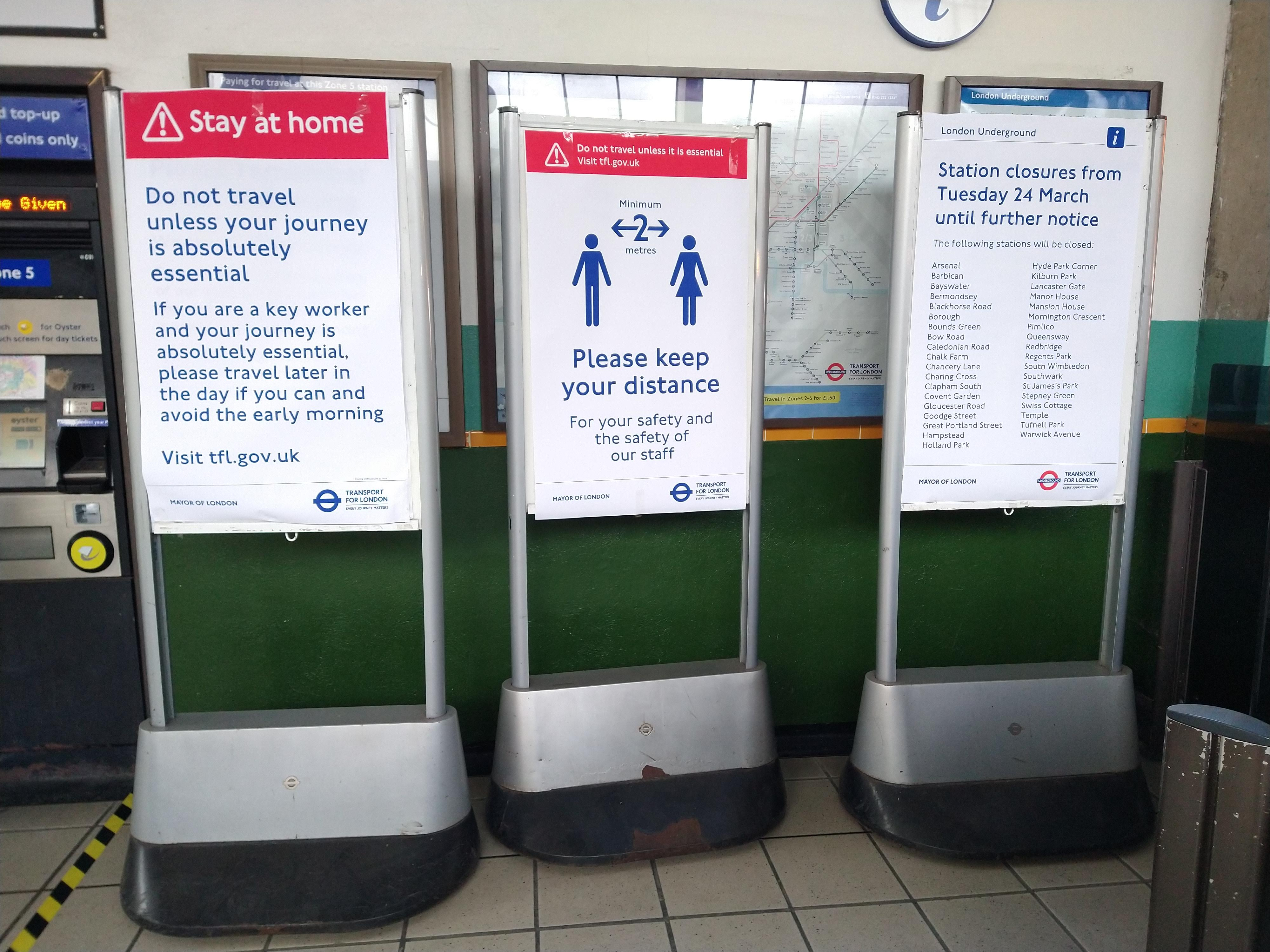
إشعارات البقاء في المنزل والتباعد الاجتماعي في أنفاق لندن في مارس 2020

أُوقِف خط واترلو آند سيتي والعديد من خطوط النقل الليلية عن العمل في 19 مارس؛ إذ حث عمدة لندن وهيئة النقل العام في المدينة الناس على استخدام وسائل النقل العام فقط في حال كان الأمر ضروريًا للغاية، وذلك ليتمكن العمال الأساسيين من استخدامها. بدءًا من 20 مارس، أُغلِقت 40 محطة مترو أنفاق. وفي 25 مارس، عمل مترو لندن على مكافحة انتشار الفيروس عبر إبطاء تدفق الركاب إلى المنصات من خلال فرض الاصطفاف عند بوابات التذاكر وإيقاف بعض السلالم المتحركة.
في 20 مارس، أصبحت ساوث إيسترن أول شركة قطارات تعلن عن جدول زمني مخفض بدأ العمل به في 23 مارس. وفي 30 مارس، عُلِّقَت خدمة جاتويك إكسبرس.
في 21 مارس، أغلقت الهيئة العامة للنقل في لندن تلفريك طيران الإمارات حتى إشعار آخر.
في 25 مارس، أعلن مطار لندن سيتي أنه سيغلق مؤقتًا بسبب جائحة كوفيد 19. أغلق مطار هيثرو مدرجًا واحدًا في 6 أبريل، بينما أغلق مطار جاتويك أحد محطاته الاثنين، وقال إن مدرجه سيُفتَح للرحلات المجدولة فقط بين الساعة 2 مساءً و10 مساءً.
في أبريل، قامت الهيئة العامة للنقل في لندن بتغييرات شجعت الركاب على ركوب حافلات لندن من الأبواب المتوسطة أو الخلفية لتقليل المخاطر على السائقين، وهذا بعد وفاة 14 عامل من الهيئة العامة للنقل في لندن من بينهم تسعة سائقين. اتسع مدى استخدام هذا الإجراء ليشمل جميع المسارات في 20 أبريل. كذلك، لم يعد الركاب مطالبين بالدفع، وبهذا لن يكونوا بحاجة إلى استخدام قارئ البطاقات الموجود بالقرب من السائق.
في 22 أبريل، قال عمدة لندن صادق خان إن الهيئة العامة للنقل في لندن لن تستطيع دفع أجور الموظفين بحلول نهاية أبريل ما لم تتدخل الحكومة. بعد ذلك بيومين، أعلنت الهيئة العامة للنقل في لندن أنها قامت بتسريح نحو 7000 موظف، أي حوالي ربع موظفيها، للمساعدة في تخفيف 90 % من عائدات التذاكر. منذ دخول لندن فترة الحجر في 23 مارس، انخفضت رحلات الأنفاق بنسبة 95% ورحلات الحافلات بنسبة 85%، وذلك بالتزامن مع استمرار توفير الهيئة العامة للنقل في لندن خدمات محدودة، بهدف السماح للعاملين الأساسيين بالسفر. بدون دعم مالي حكومي لهيئة العامة للنقل في لندن، حذر أعضاء جمعية لندن من تأخر مشروع الكروس ريل والخط الشمالي وغيرهم من المشاريع الأخرى -مثل توفير مداخل دون درجات في محطات النقل. في 7 مايو، قيل إن الهيئة العامة للنقل في لندن قد طلبت ملياري جنيه إسترليني كمساعدة من الدولة لضمان استمرار الخدمات التي توفرها حتى سبتمبر 2020. في 12 مايو، حذرت وثائق الهيئة العامة للنقل في لندن أنها تتوقع خسارة 4 مليارات جنيه استرليني بسبب الوباء وقالت إنها بحاجة إلى 3.2 مليار جنيه استرليني لموازنة ميزانية الطوارئ المقترحة لعام 2021، بعد أن فقدت 90 % من إجمالي دخلها. من دون اتفاق مع الحكومة، قالت نائبة عمدة النقل هايدي ألكسندر إن الهيئة العامة للنقل في لندن قد تضطر إلى إصدار إشعار القسم 114- وهو ما يعادل إفلاس أي هيئة عامة. في 14 مايو، وافقت حكومة المملكة المتحدة على استخدام 1.6 مليار جنيه استرليني كتمويل طارئ لإبقاء خدمات مترو الأنفاق والحافلات حتى سبتمبر.

### التعليم
بحلول 17 مارس، أوقفت معظم الجامعات في لندن التعليم المباشر وجهًا لوجه أو كانت تخطط للقيام بذلك. وبحلول 23 مارس، أصبحت معظم الفصول تُعطى عبر الإنترنت. أُعلِن في 18 مارس أن المدارس في لندن ستغلق بحلول 20 مارس، كما هو الحال في بقية المملكة المتحدة.

## البيانات
| 03-11 | 104   | 13 (+ 14٪)    |
| 03-12 | 136   | 32 (+ 31٪)    |
| 03-13 | 167   | 31 (+ 23٪)    |
| 03-14 | 313   | 146 (+ 87٪)   |
| 03-15 | 407   | 94 (+ 30٪)    |
| 03-16 | 480   | 73 (+ 18٪)    |
| 03-17 | 621   | 141 (+ 29٪)   |
| 03-18 | 953   | 332 (+ 53٪)   |
| 03-19 | 1,221 | 268 (+ 28٪)   |
| 03-20 | 1,588 | 367 (+ 30٪)   |
| 03-21 | 1,965 | 377 (+ 24٪)   |
| 03-22 | 2,189 | 224 (+ 11٪)   |
| 03-23 | 2,433 | 244 (+ 11٪)   |
| 03-24 | 2,872 | 439 (+ 18٪)   |
| 03-25 | 3,247 | 375 (+ 13٪)   |
| 03-26 | 3919  | 672 (+ 21٪)   |
| 03-27 | 4637  | 718 (+ 18٪)   |
| 03-28 | 5,299 | 662 (+ 14٪)   |
| 03-29 | 5957  | 658 (+ 12٪)   |
| 03-30 | 6521  | 564 (+ 9٪)    |
| 03-31 | 7121  | 600 (+ 9٪)    |
| 04-01 | 8,341 | 1,220 (+ 17٪) |
| 04-02 |       |               |

## روابط خارجية
- نصائح وإرشادات حول فيروسات التاجية
- تحديث إجمالي حالات كوفيد-19 في المملكة المتحدة